# El Provencio
El Provencio ist eine Gemeinde (Municipio) und ein Dorf mit 2.358 Einwohnern (Stand: 2024) in der Provinz Cuenca in der Autonomen Region Kastilien-La Mancha.

## Lage
El Provencio liegt etwa 85 Kilometer südsüdwestlich von Cuenca in einer Höhe von ca. 700 m. Durch die Gemeinde führt die Autopista AP-36.

## Bevölkerungsentwicklung
| 1900 | 1950 | 1970 | 1981 | 1991 | 2001 | 2011 | 2021 |
| ---- | ---- | ---- | ---- | ---- | ---- | ---- | ---- |
| 2112 | 4481 | 3626 | 3066 | 2720 | 2565 | 2759 | 2416 |

## Sehenswürdigkeiten

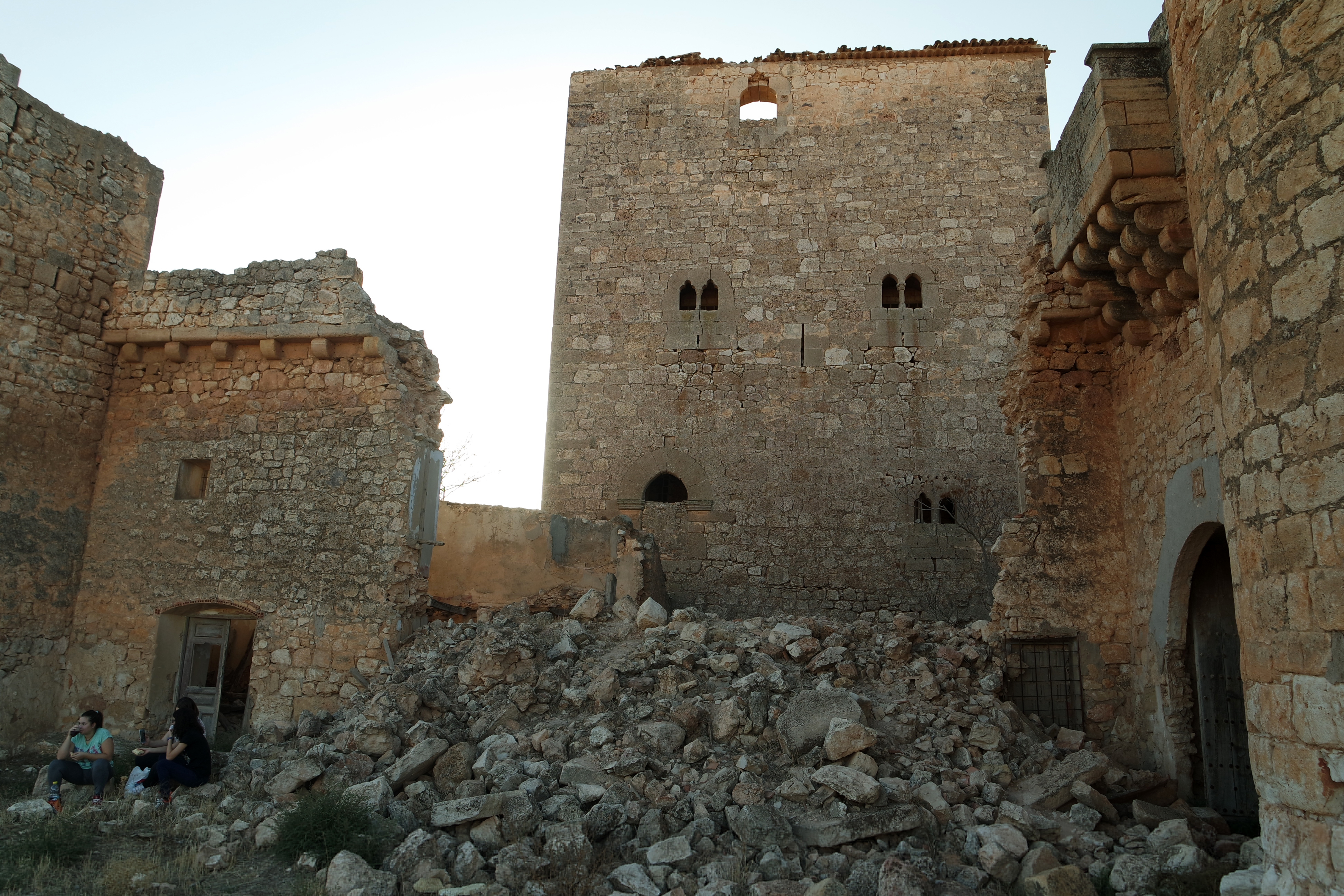
Burgruine Santiago de la Torre
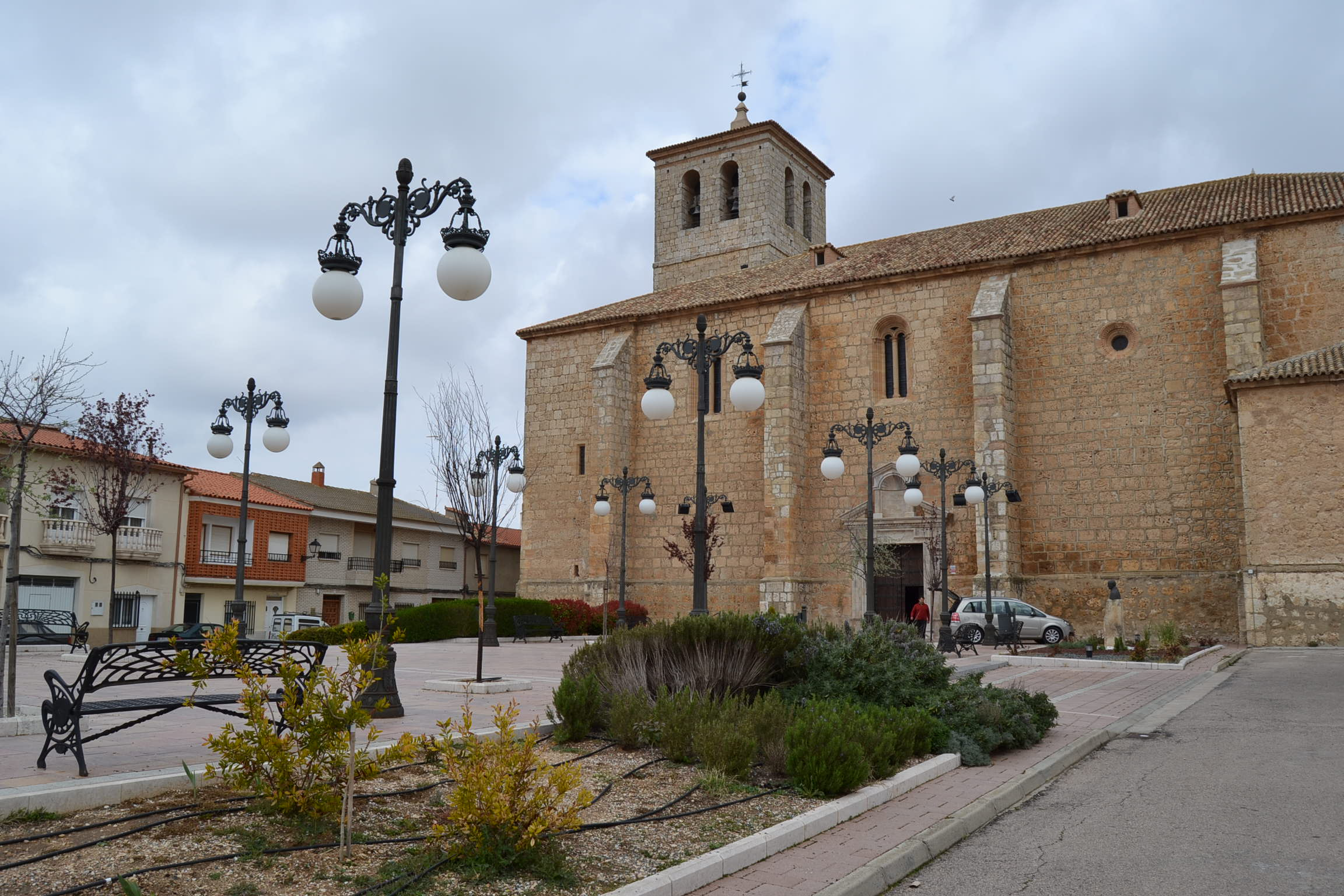
Kirche Mariä Himmelfahrt
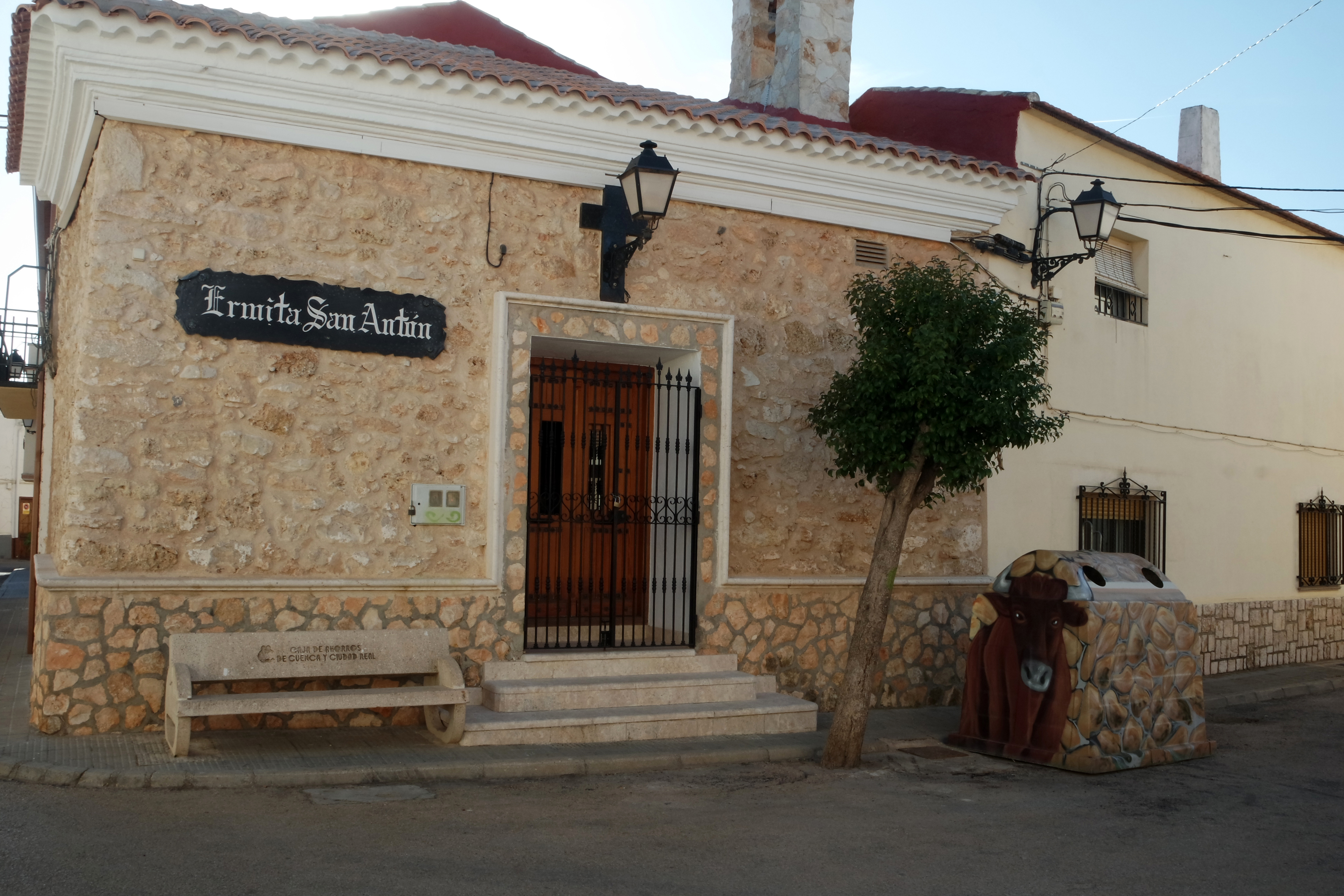
Antoniuskapelle
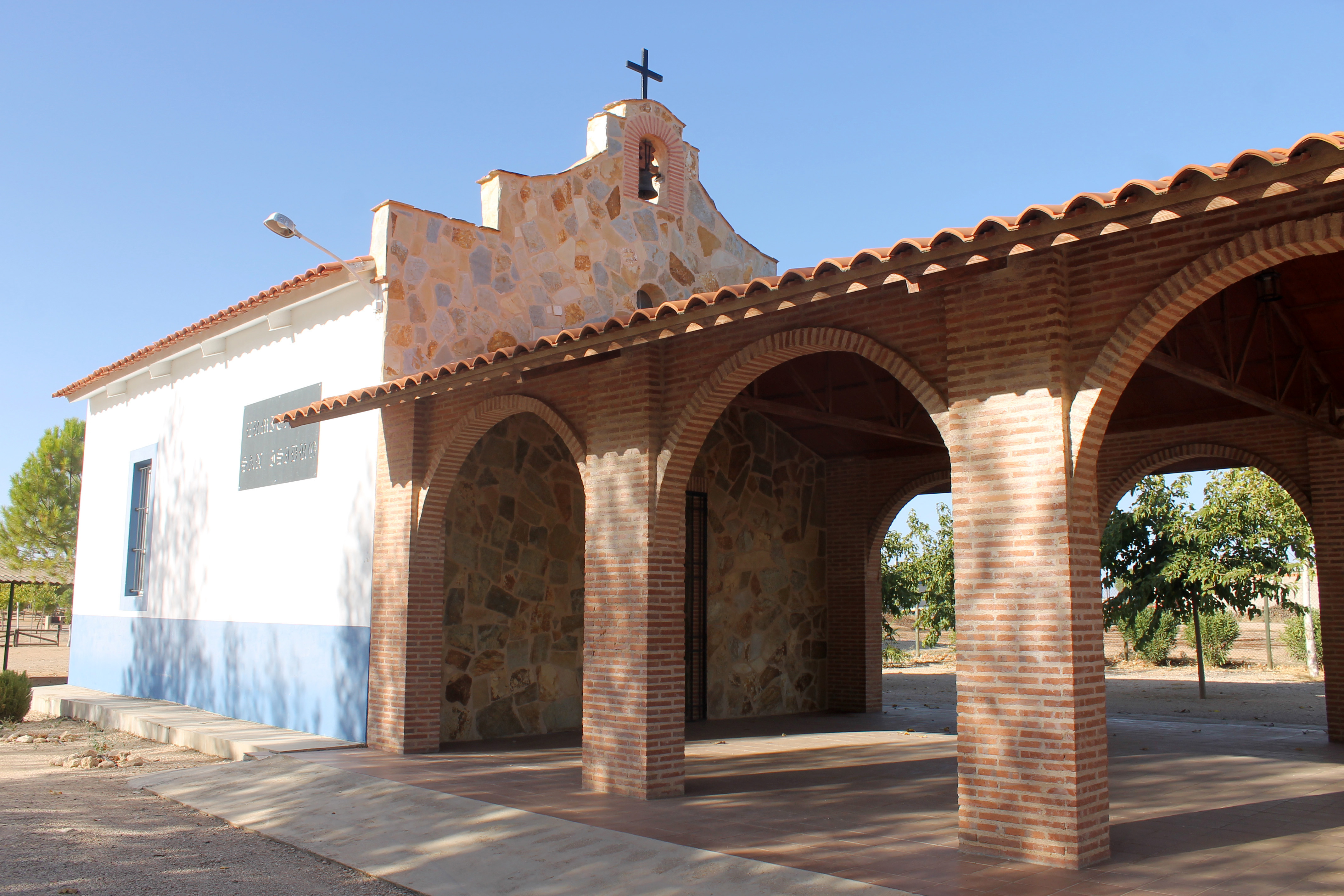
Isidorkapelle
Königsbrücke

- Burgruine Santiago de la Torre
- Kirche Mariä Himmelfahrt
- Antoniuskapelle
- Isidorkapelle
- Königsbrücke

## Persönlichkeiten
- Julián López González (* 1978), Schauspieler